# TSV Steinbach Haiger
Maillots
Actualités
Le TSV Steinbach (forme courte de Turn- und Sportverein Steinbach 1921 e. V.) est un club de football basé dans le village de Steinbach de la ville allemande de Haiger. Le club évolue depuis la saison 2015-2016 en Regionalliga Sud-Ouest. Le club joue ses matchs à domicile au Sportzentrum Haarwasen à Haiger. Depuis la saison 2018-2019, l'équipe première évolue sous le nom de TSV Steinbach Haiger. Les autres équipes évoluent sous le nom de TSV Steinbach. Les équipes jeunes A-Junior, B-Junior et C-Junior évoluent également sous ce nom, tandis que les catégories plus jeunes évoluent sous le nom de JSG Kalteiche (en). Le club remporte à deux reprises le Hessenpokal, et a donc pris part autant de fois au DFB-Pokal.

## Histoire

### Les débuts

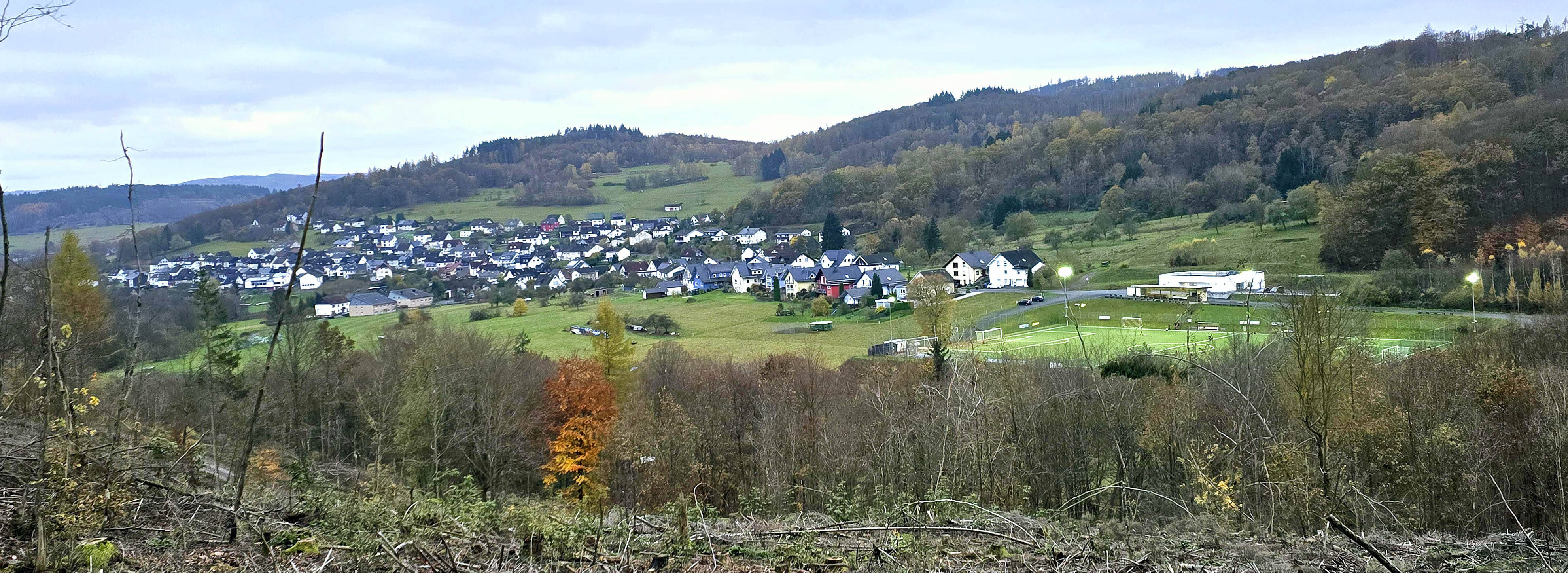
Vue panoramique de Steinbach : À droite, le terrain du TSV Steinbach Haiger

Le TV Steinbach (Turnverein Steinbach, club de gymnastique de Steinbach) est fondé le 1er mars 1921 dans le restaurant « Kloft » de Steinbach. Le président fondateur est Ewald Paul, assisté du vice-président Rudolf Kring, du secrétaire Willy Paul, du trésorier Ewald Pulverich, des officiels de gymnastique Heinrich Brado et Albert Franz, ainsi que du responsable de l'équipement Carl Franz. Ce dernier lui succèdera à la présidence le 4 mars 1923.
À l'origine, le club comprenait des sections gymnastique et fistball. Les athlètes n'avait alors pas de terrain de sport et partageaient une piste avec le bétail local. Dans le contrat entre le club et la municipalité de Steinbach, il était stipulé que « le troupeau de bétail peut entrer et paître dans la cour de récréation à tout moment sans entrave ». Ce n'est que sous le troisième président Erich Pulverich (président du 27 février 1925 au 4 mars 1930) que le club obtient une piste réservée dans l'école nouvellement construite en 1928.
Le club ouvre une section football sous l'impulsion d'Otto Bach (président du 14 mars 1931 au 14 avril 1934. Ainsi le terrain de fistball préexistant doit être étendu.
À l'aube de la Seconde Guerre mondiale, le club comprend 59 athlètes, dont 24 gymnastes, 22 footballeurs et 13 pratiquants d'athlétisme.
En 1946, après la suspension des activités pendant la guerre, le club prend le nom de TSV Steinbach (Turn- und Sportverein Steinbach, club de gymnastique et de sport de Steinbach) et s'installe dans de nouveaux locaux au bout de l'actuelle Forsthausstraße, où jouent actuellement les équipes jeunes du club. Le football était au centre des préoccupations à cette époque, malgré des succès sportifs limités : en effet, jusqu'en 1973 le club a remporté 5 fois la B-Klasse. Le club n'affronte ainsi que des clubs de son arrondissement, sauf lors de la saison 1964-1965, où le club évolue en A-Klasse.

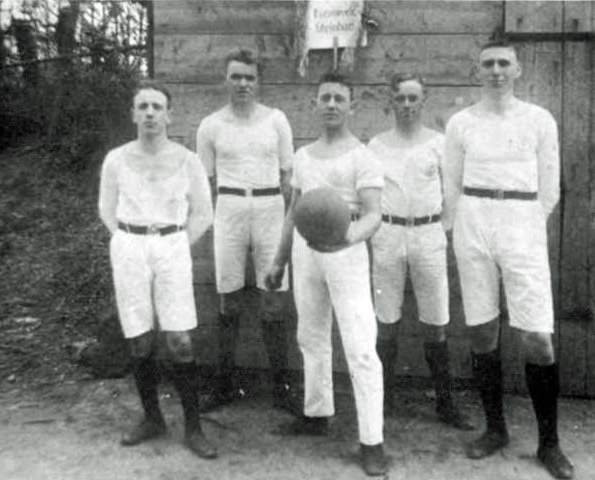
L'équipe première de fistball du TV Steinbach en 1926
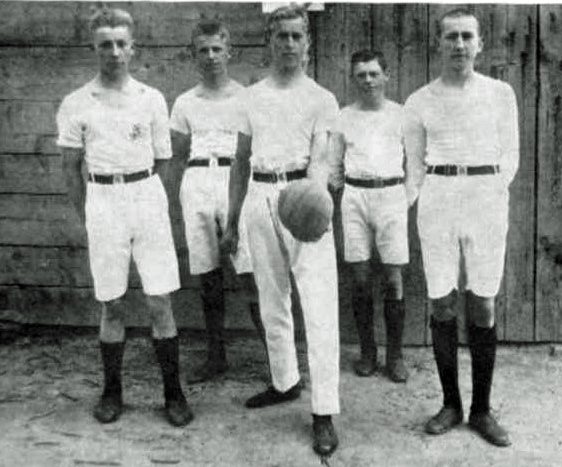
L'équipe seconde de fistball du TV Steinbach en 1926

### Premiers succès
En octobre 1976, le nouveau centre sportif est inauguré tandis que le terrain est équipé d'éclairage. Les années 1980 voient le club remporter ses premiers succès : pour commencer, le club remporte la A-Klasse en 1983. Cependant, le club oscille entre A-Klasse et B-Klasse lors des années suivantes. Désormais, le club est entièrement dévoué au football. Par la suite, le club évolue quelques années en Bezirksklasse et arrive en finale de Kreispokal.

### L'ascension sportive
L'entreprise régionale SIBRE (Siegerland Bremsen GmbH), dont le propriétaire Roland Kring avait joué au club, devient sponsor du club en 2007. De ce fait, l'équipe première du club est promue six fois en sept saison à partir de la saison 2008-2009. Le club remporte la Kreisliga B Gruppe Nord Dillenburg (10e division), et le terrain de sport local est modernisé : les cendres rouges laissent la place à du gazon artificiel en 2008. Au cours de la saison 2009-2010, le club remporte la Kreisliga A Dillenburg (9e division), et enchaîne avec une seconde place en Kreisoberliga West (8e division) synonyme de promotion en Gruppenliga Gießen/Marburg (7e division). Les Steinbachers remportent ce championnat en 2011-2012. La saison suivante, le TSV Steinbach termine 7e de Verbandsliga Mitte (6e division), et rate la promotion pour la 1re fois en cinq ans. Ils remportent cependant le championnat lors de la saison 2013-2014, et obtiennent ainsi leur promotion en Hessenliga (5e division). Le club participe de plus pour la première fois au Hessenpokal, et en atteint les 8e de finale.

### Regionalliga et succès en Hessenpokal
En remportant la Hessenliga, le TSV Steinbach, sous la direction de Peter Cestonaro (de), obtient sa promotion en Regionalliga Sud-Ouest en 2015. Le déménagement du club à Haiger était alors imminent, car le terrain du village ne correspond pas aux exigences de Regionalliga. Ainsi le « Haarwasen », où l'Eintracht Haiger (de) avait joué en Oberliga Hesse (alors la 3e division allemande) entre 1980 et  1997, devient le Sibre-Sportzentrum Haarwasen et subit d'importants travaux de rénovation. Depuis 2015-2016, l'équipe reste en Regionalliga Sud-Ouest sans discontinuer, et est vice-champion en 2019-2020.
Lors de la saison 2017-2018, le club remporte pour la première fois de son histoire le Hessenpokal face au KSV Hessen Kassel (2-0). Le TSV Steinbach Haiger dispute ainsi le DFB-Pokal 2018-2019, et rencontre lors du premier tour le FC Augsbourg, club de Bundesliga. Devant 4 204 spectateurs au « Haarwasen », le club est défait 1-2, son capitaine Nico Herzig (de) marquant le seul but du TSV.
Le club remporte une seconde fois le Hessenpokal en 2019-2020, grâce à une victoire 1-0 sur le FSV Francfort, et se qualifie ainsi pour le DFB-Pokal 2020-2021. Le club est défait 1-2 par l'équipe de 2. Bundesliga du SV Sandhausen. Sascha Marquet (de), meilleur buteur de Regionalliga Sud-Ouest 2020-2021, marque le seul but des hôtes lors de la rencontre. Lors de la saison 2020-2021, le TSV Steinbach Haiger dispute une deuxième finale de Hessenpokal de rang, qu'il perd 0-3 face au SV Wehen Wiesbaden.
L'équipe réserve du club (TSV Steinbach II) remporte la saison 2021-2022 Verbandsliga Mitte et est ainsi promue en Hessenliga. L'équipe est immédiatement reléguée, puis remporte à nouveau la Verbandsliga Mitte en 2023-2024, et dispute ainsi à nouveau la Hessenliga en 2024-2025.

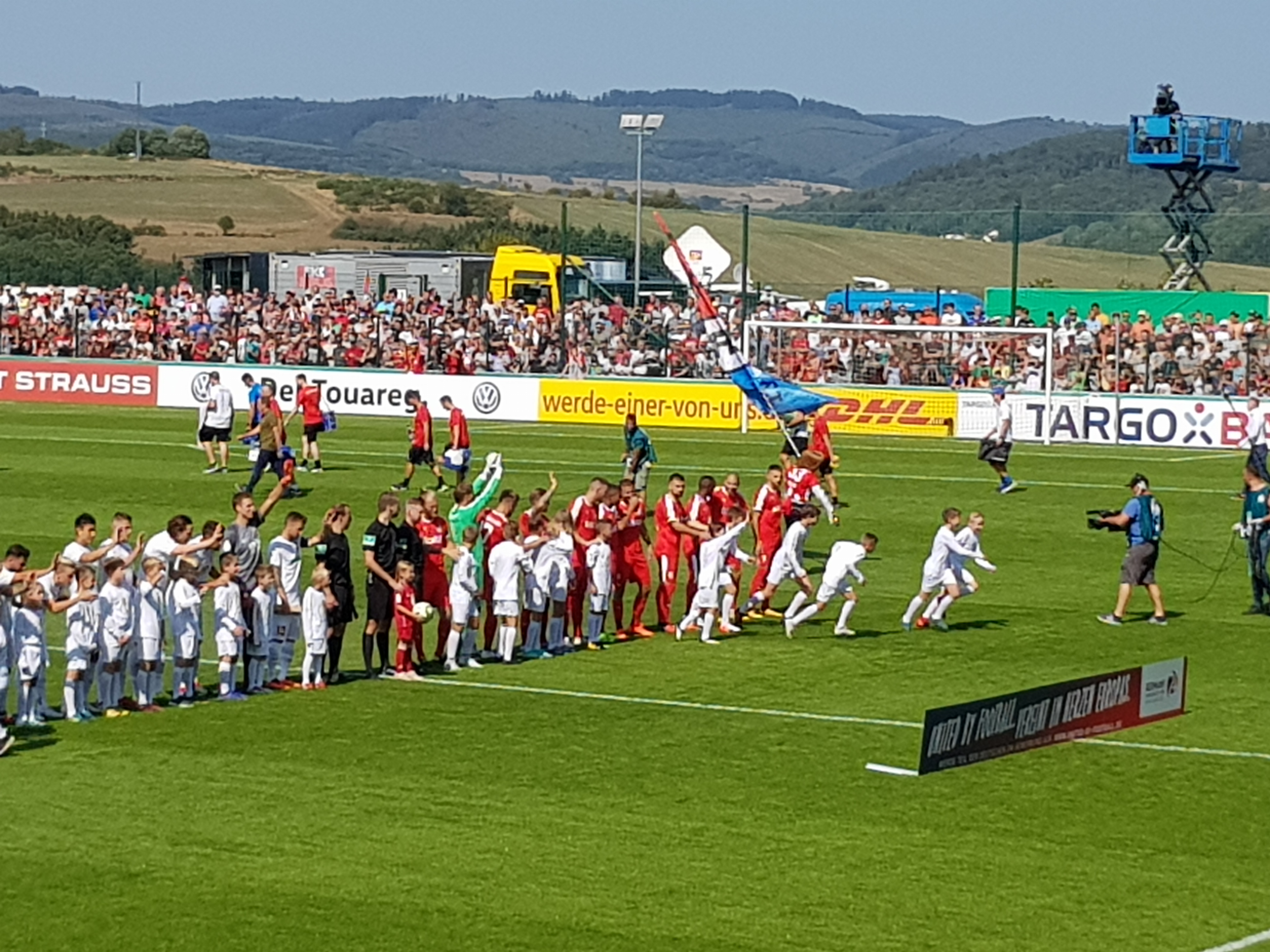
Match de DFB-Pokal contre le FC Augsburg le 19 août 2018
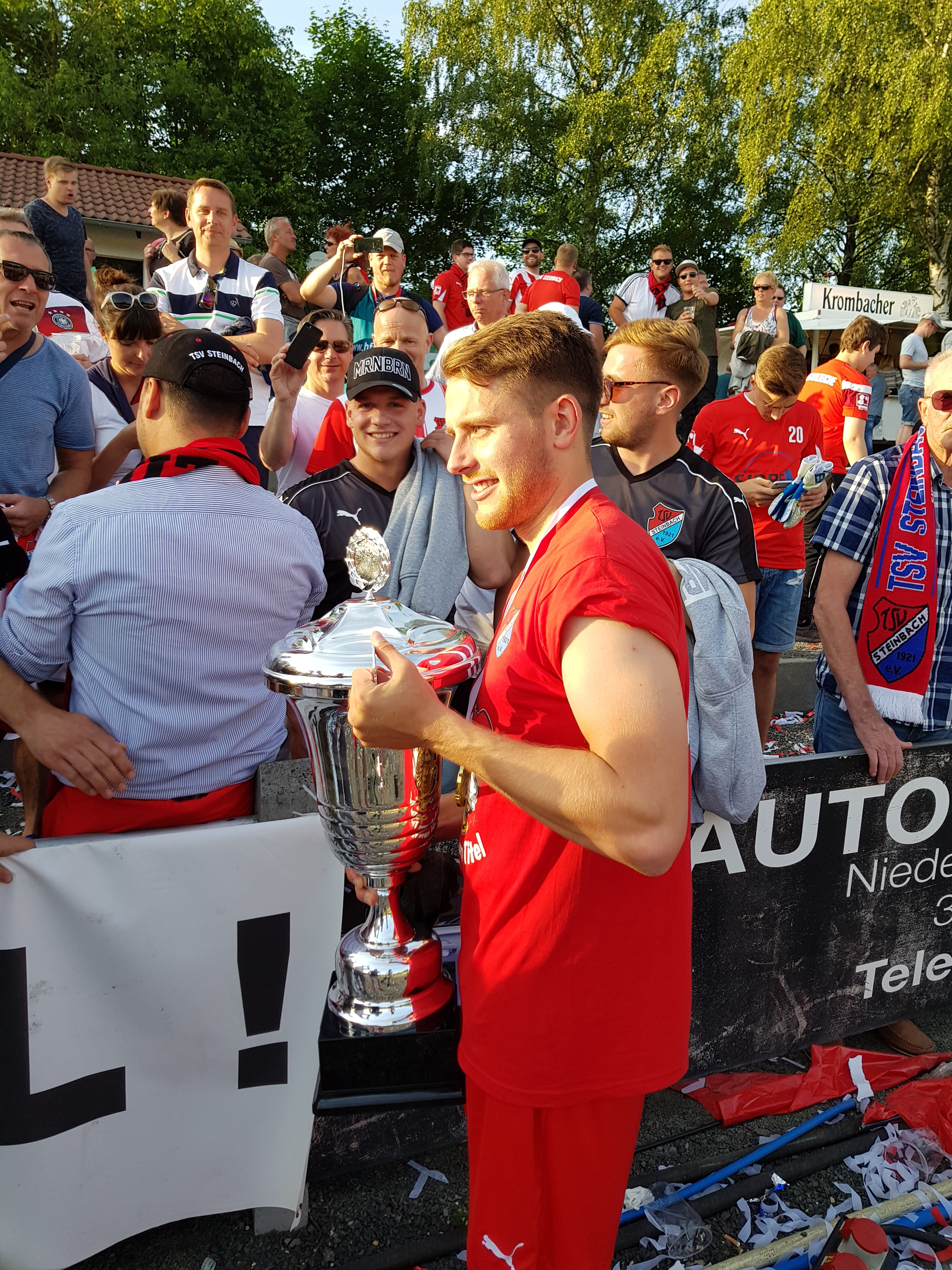
Le TSV Steinbach, gagnant du Hessenpokal en 2018

## Stade
Depuis la saison 2014-2015, le club dispute ses matchs à domicile au Sportpark Haarwasen Haiger, pouvant actuellement accueillir 4990 spectateurs. La nouvelle tribune principale, contenant 820 places assises couvertes et 200 places debout couvertes, a été achevée en juillet 2015. Un an plus tard, la tribune principale a été agrandie de deux tribunes mobiles, remplacées par une tribune permanente en béton à partir de l'hiver 2017-2018. L'espace VIP a également été entièrement rénové et agrandi.
Le terrain d'entraînement du TSV Steinbach Haiger se trouve à Haarwasen depuis 2022 : l'ancien terrain en cendres derrière la tribune principale du stade est remplacé par un terrain en gazon naturel en 2021. Les entraînements ont aussi lieu dans le village de Rodenbach de la ville d'Haiger. Le terrain de sport du club local SV Rodenbach est modernisé ces dernières années et constitue également le terrain d'entraînement de l'équipe réserve.
Durant la pause estivale 2024, d'autres investissements sont réalisés dans le stade, Haarwasen reçoit un système de chauffage du gazon en vue de l'obtention d'une licence en cas de promotion en 3. Liga. De plus, un nouveau système de sonorisation et de vidéosurveillance est installé.

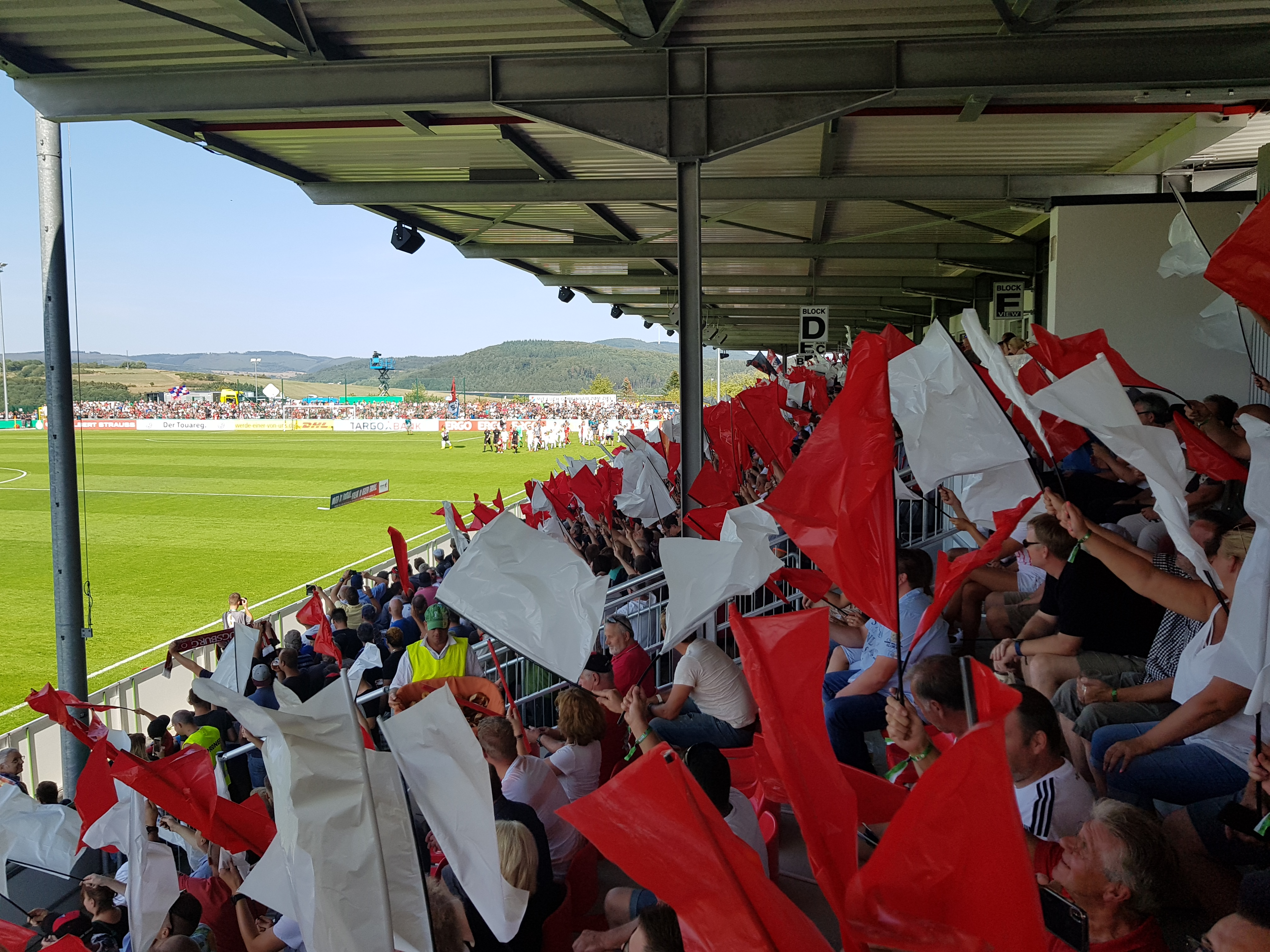
Tribune principale (2019) toujours sans tribune derrière les buts
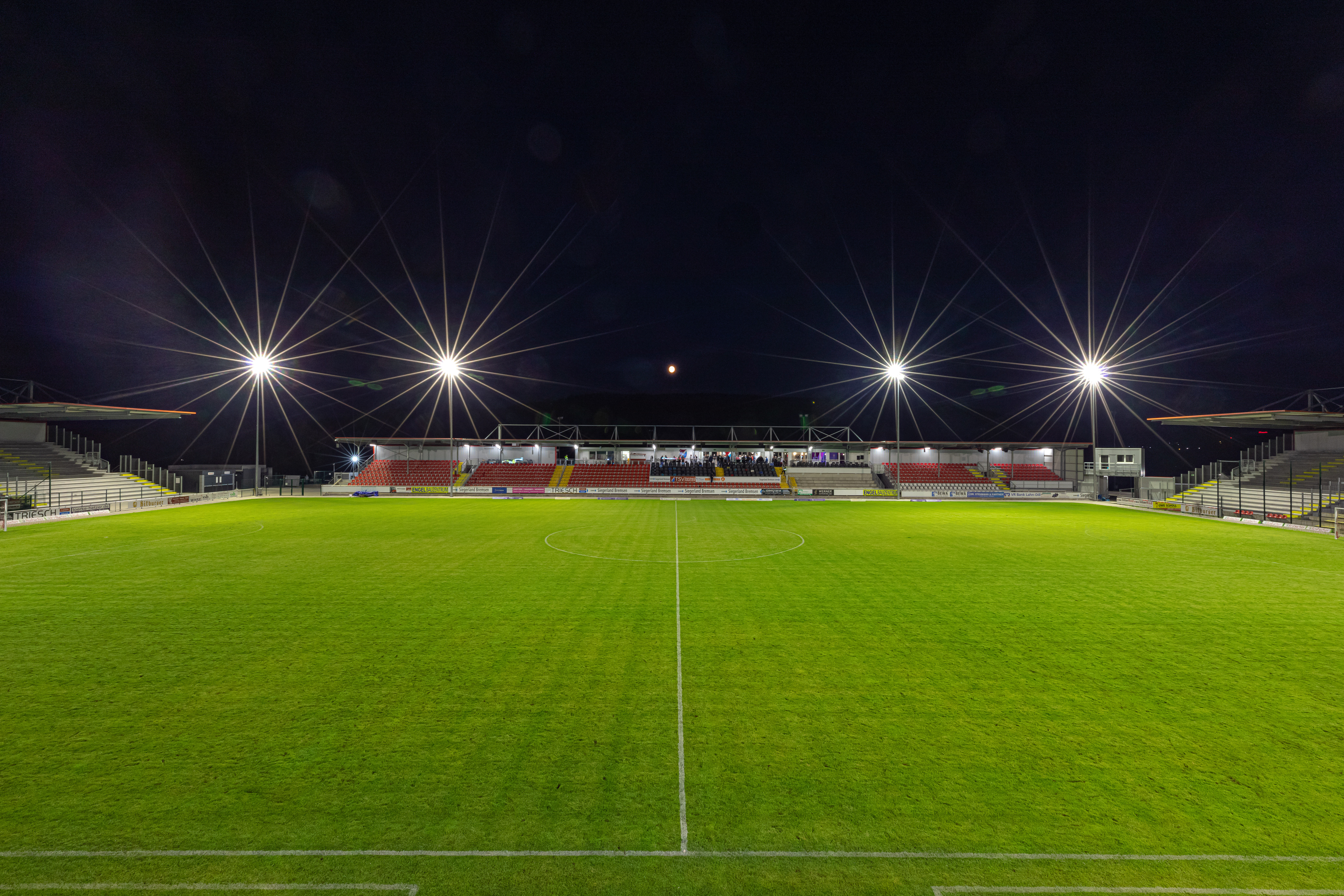
Tribune principale du Sportpark Haarwasen Haiger vue du côté opposé. A droite les tribunes pour les supporters visiteurs, à gauche les tribunes pour les supporters locaux (2021)
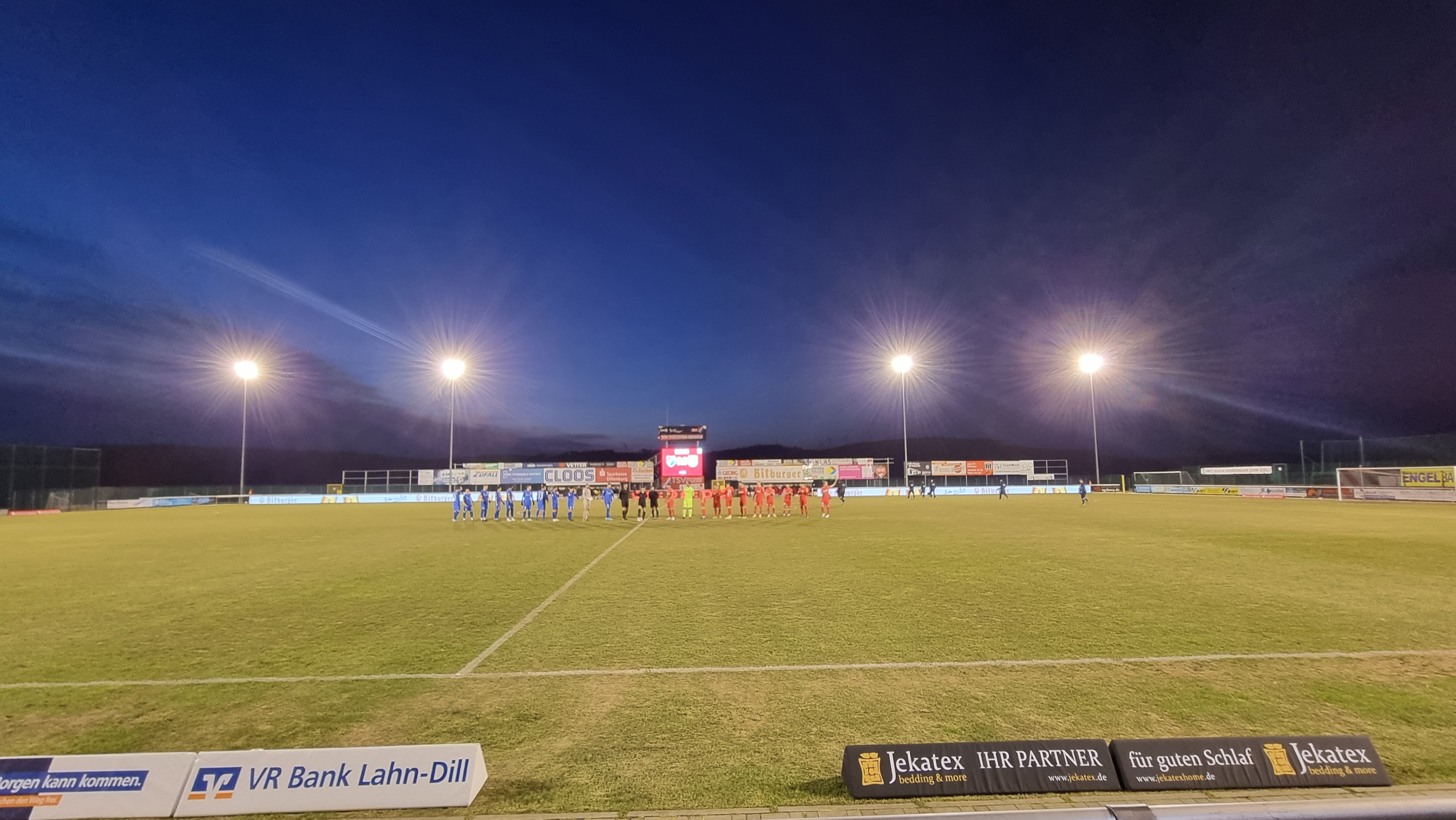
Match éclairé du TSV Steinbach Haiger contre le FC Gießen photographié depuis la tribune principale (2022)
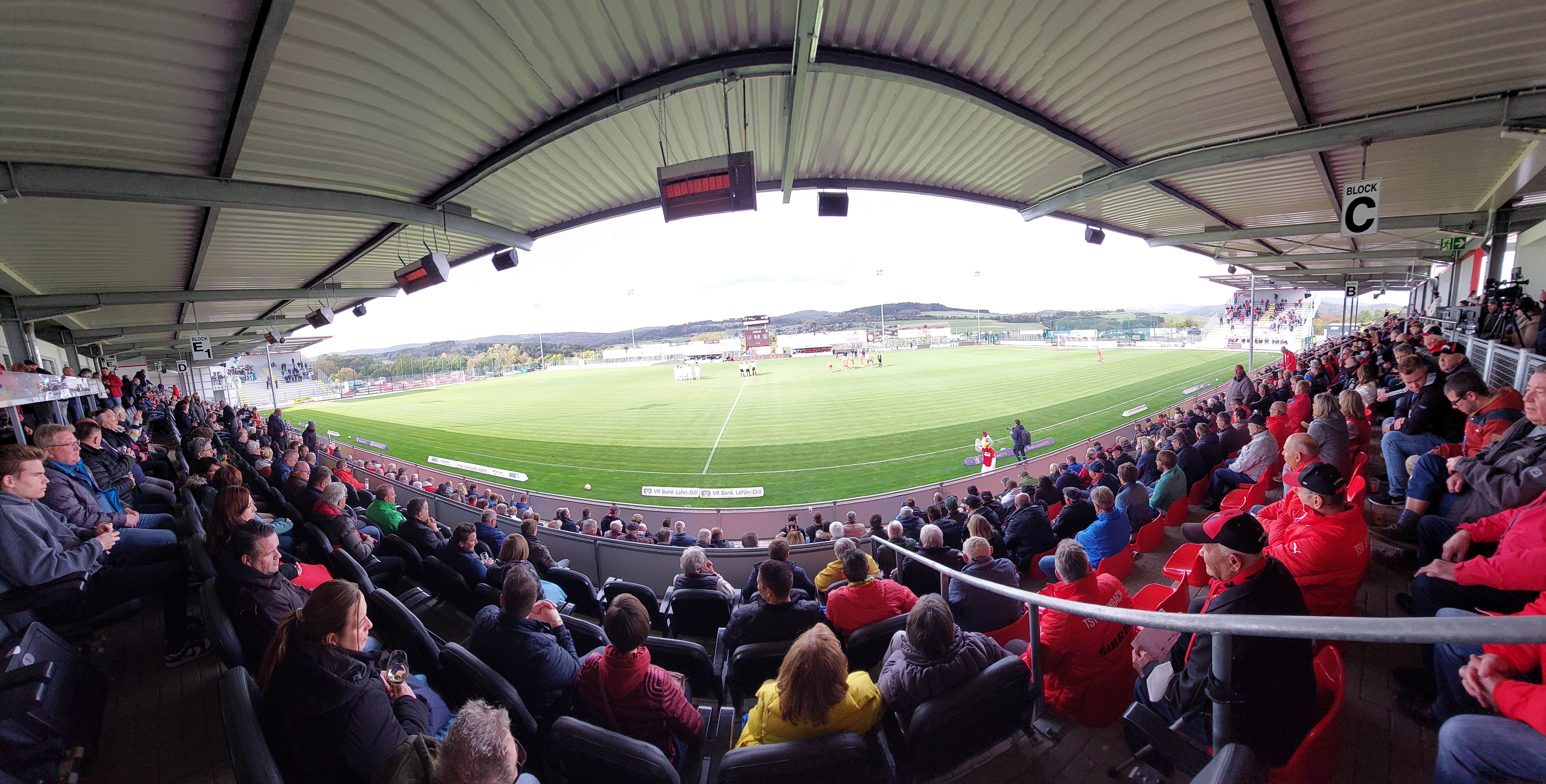
Vue depuis la tribune principale (2021)
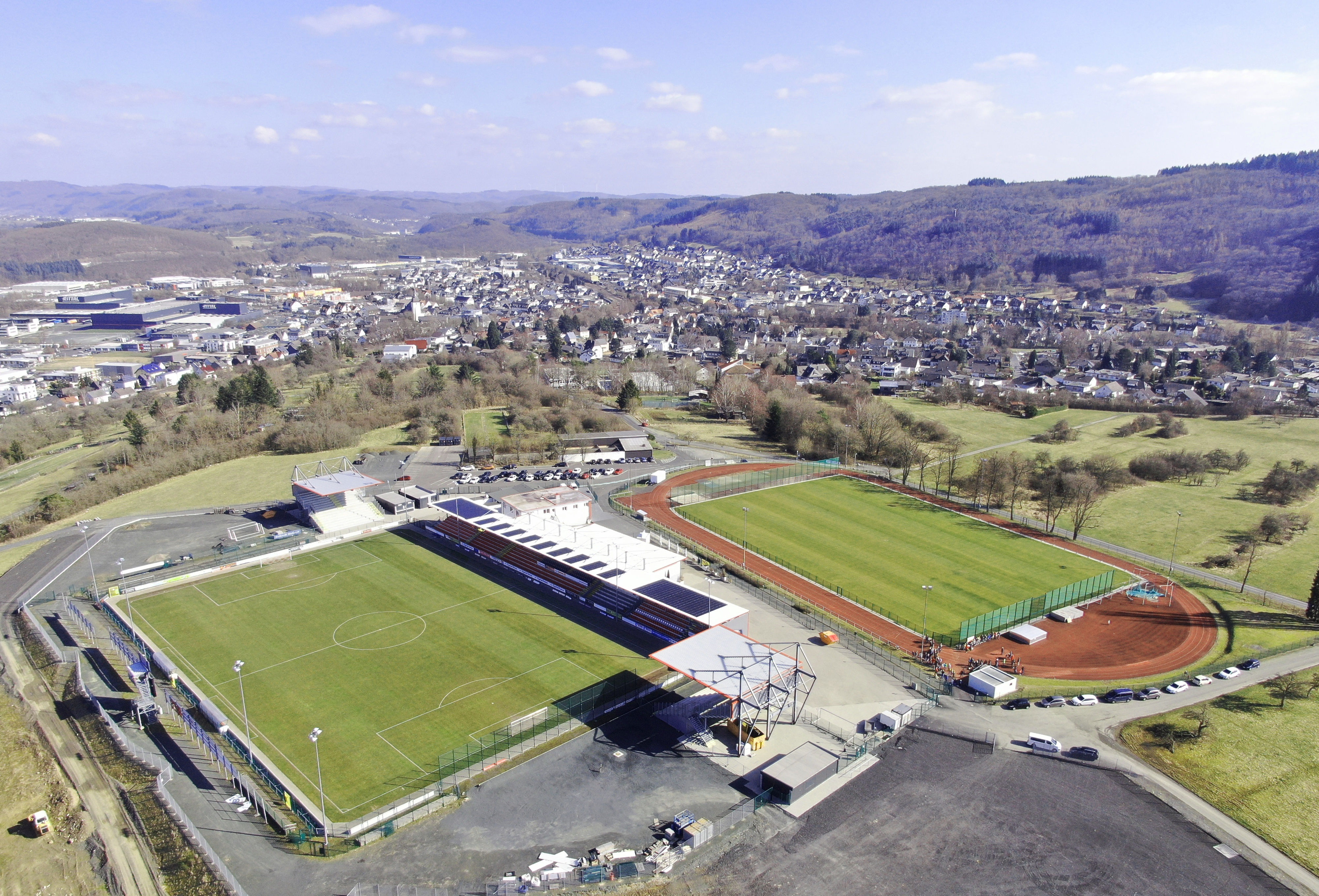
Le Sportzentrum Haarwasen Haiger : le stade à gauche, le terrain d'entraînement à droite et la ville de Haiger en arrière-plan. (2022)
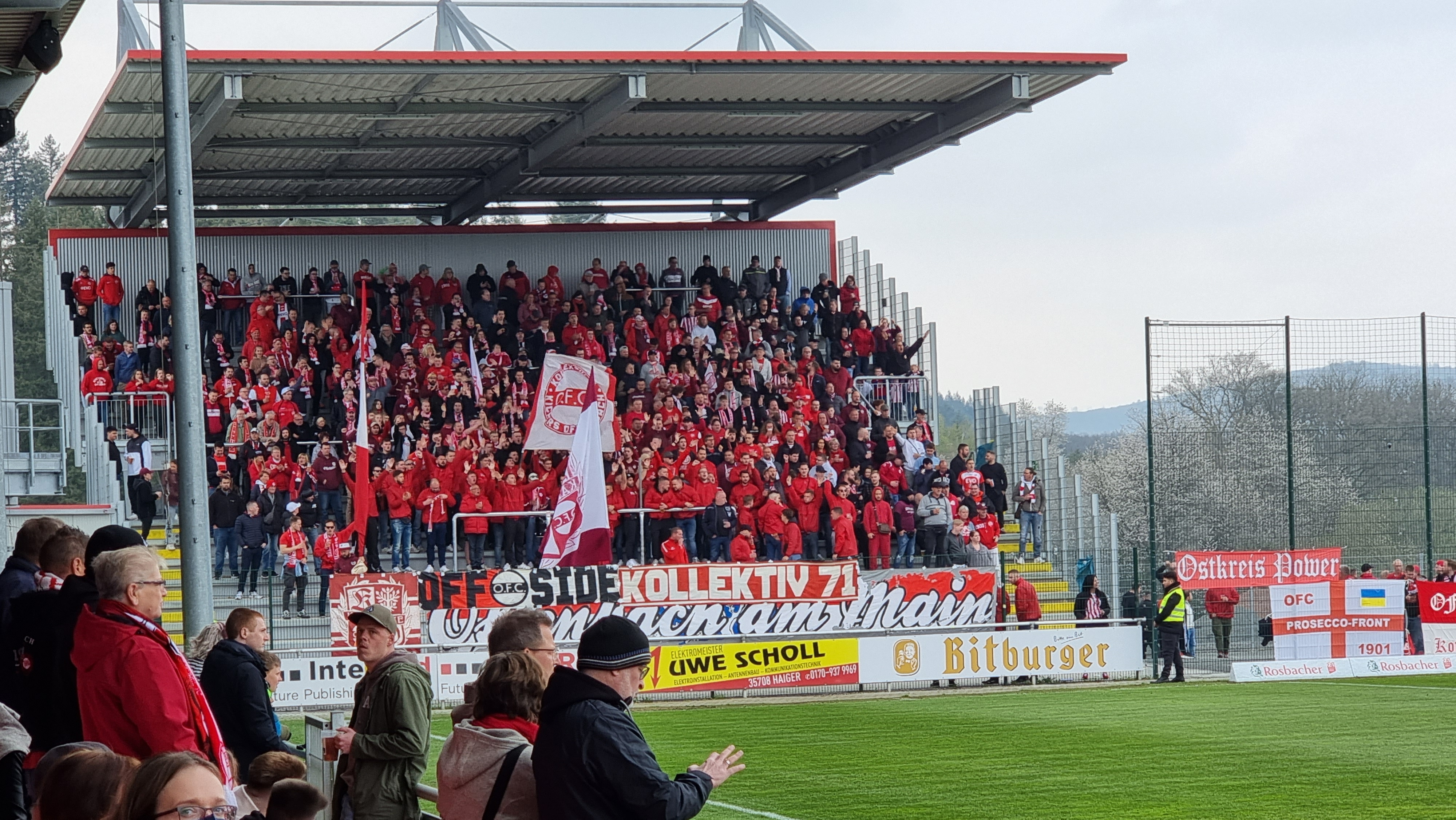
Tribune visiteurs, avec fans des Kickers Offenbach
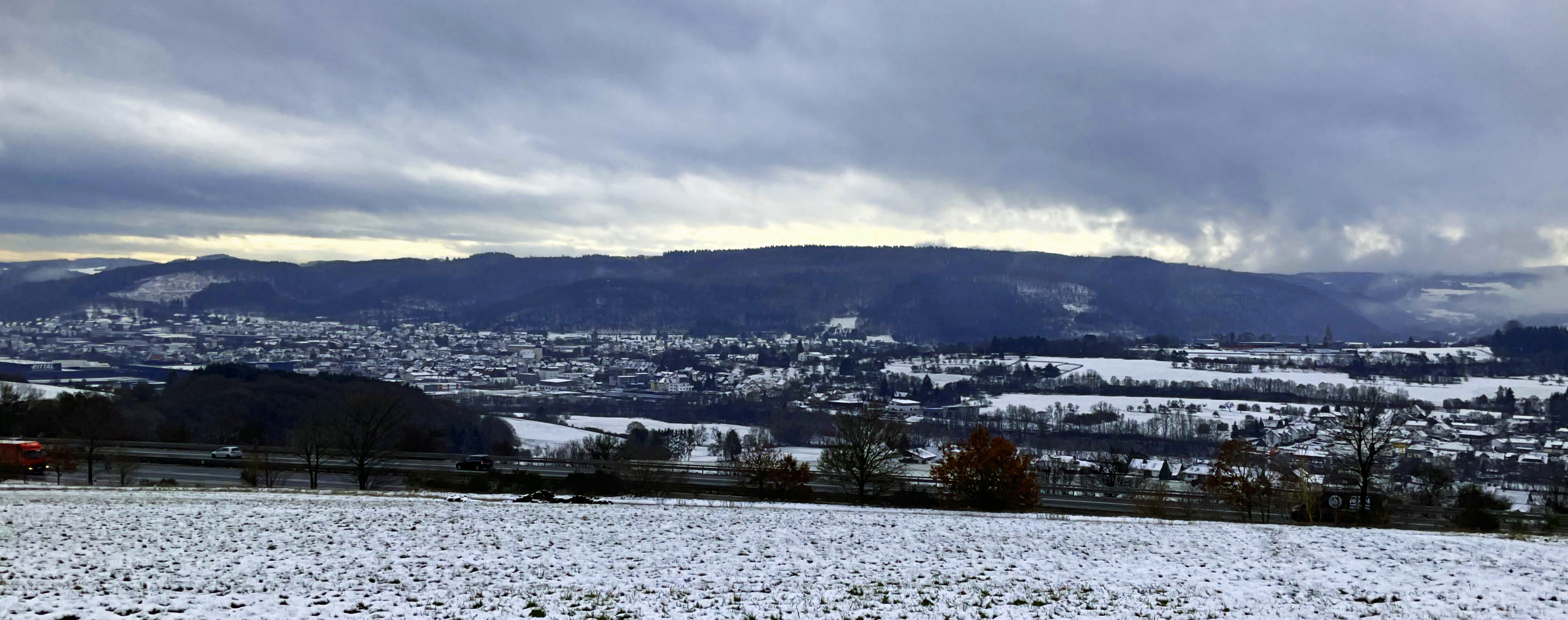
Le stade (à droite) au-dessus de Haiger-Allendorf (en bas à droite) et Haiger (à gauche). Au premier plan, l'Autobahn 45.

## Palmarès
- Vice-champion de Regionalliga Sud-Ouest : 2020 et 2023
- Champion de Hessenliga : 2015
  - De ce fait, promotion en Regionalliga Sud-Ouest
- Champion de Verbandsliga Hessen-Mitte : 2014
  - De ce fait, promotion en Hessenliga
- Champion de Gruppenliga Gießen-Marburg : 2012
  - De ce fait, promotion en Verbandsliga Hessen-Mitte
- Vice-champion de Kreisoberliga West : 2011
  - De ce fait, promotion en Gruppenliga Gießen-Marburg
- Champion de Kreisliga A Dillenburg : 2010
  - De ce fait, promotion en Kreisoberliga West
- Champion de Kreisliga B Dillenburg-Nord : 2009
  - De ce fait, promotion en Kreisliga A Dillenburg
- Gagnant du Hessenpokal : 2018 et 2020
  - De ce fait, participationau DFB-Pokal : 2018-2019 et 2020-2021